# 国司伍七

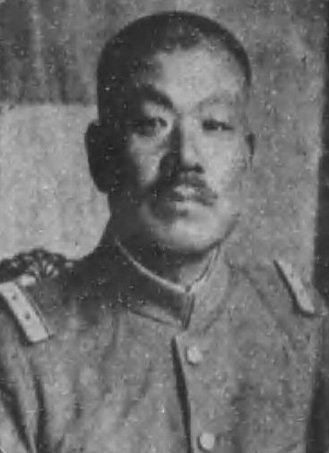
国司伍七

国司 伍七（くにし ごしち、1870年6月24日（明治3年5月26日） - 1939年（昭和14年）10月25日）は、日本の陸軍軍人。第一次世界大戦後の日本陸軍における騎兵廃止論の第一人者。最終階級は陸軍中将。旧姓・松岡。山口県出身。

## 経歴
山口県出身。松岡百合松の五男として生れ、国司順正陸軍少将の養子となる。山口高等中学校中退、成城学校を経て、1894年（明治27年）7月、陸軍士官学校（5期）を卒業（歩兵科首席）。同年9月、歩兵少尉に任官し近衛歩兵第2連隊付となる。日清戦争に1895年（明治28年）4月から11月まで出征。1901年（明治34年）11月、陸軍大学校（15期）を優等で卒業。
1902年（明治35年）11月、参謀本部出仕となり、参謀本部員を経て、1903年（明治36年）4月から翌年4月までドイツに駐在。1904年（明治37年）6月、満州軍参謀（兵站）に発令され日露戦争に出征した。1905年（明治38年）4月、歩兵少佐に昇進し第10師団参謀に就任。
1906年（明治39年）2月から1908年（明治41年）12月までドイツに駐在。帰国後、近衛歩兵第3連隊付となり、1909年（明治42年）11月、歩兵中佐に進級し歩兵第42連隊付となる。1912年（明治45年）2月、陸軍戸山学校教官に就任し、陸軍歩兵学校教育部長を経て、1913年（大正2年）8月、歩兵大佐に進級。
1915年（大正4年）8月、歩兵第23連隊長に就任し、1918年（大正7年）7月、陸軍少将に進級し参謀本部第4部長に着任。1922年（大正11年）8月、陸軍中将に進み東京湾要塞司令官となった。1923年（大正12年）8月、第7師団長に親補され、1926年（大正15年）3月に待命となり、同月、予備役に編入された。

## 騎兵論争
第一次世界大戦後、騎兵の存在価値が疑われる中にあって、日本陸軍で騎兵廃止論の先陣を切ったのが国司であった。1919年（大正8年）11月、参謀本部第4部長だった国司少将（当時）は、『偕行社記事』に「騎兵ノ将来ニ就イテ」と題する論文を発表し、火器や軍用機の発達した第一次世界大戦の戦訓を踏まえ、乗馬戦闘用の騎兵は廃止すべきで、伝令・斥候用の乗馬歩兵で足りるとする主張を行った。当時権勢を誇った長州閥の参謀本部部長の意見だけに、騎兵将校に大きな衝撃を与えた。
これに対して、植野徳太郎軍馬補充部本部長、大島又彦陸軍騎兵学校長らが反対の論陣を張って、激しい論争が起きた。
しかし、騎兵科の長老で当時騎兵第4旅団長の吉橋徳三郎少将が国司と論争の末に自殺したことでこの論争は終結した。結局、騎兵問題は解決されないまま、その後も機甲兵の設置まで燻ぶり続けることとなった。

## 栄典
- 1894年（明治27年）10月26日 - 正八位[7]
- 1922年（大正11年）9月11日 - 従四位[8]
- 1924年（大正13年）12月1日 - 正四位[9]